# Befandriana-Avaratra
Befandriana-Avaratra è un comune urbano (kaominina) del Madagascar, situato nella regione di Sofia.